# William Kurisko
William „Billy“ Kurisko ist ein ehemaliger US-amerikanischer Basketballspieler.

## Laufbahn
Kurisko spielte als Jugendlicher neben Basketball auch American Football. Er besuchte in seinem Heimatland bis 1987 die Nanuet High School im Bundesstaat New York und gehörte in beiden Sportarten zur Schulmannschaft. Anschließend spielte er im selben Bundesstaat auf Hochschulebene von 1987 bis 1991 Basketball am Wagner College. Der 1,90 Meter große Aufbauspieler bestritt 102 Spiele für das Wagner College, seine Saisonhöchstwerte (Durchschnitt je Begegnung) waren 18,8 Punkte (Saison 1990/91), 6,8 Korbvorlagen (1989/90), 5 Rebounds (1988/89 und 1990/91) sowie 2,5 Ballgewinne (1988/89). 2010 wurde er in die Ruhmeshalle der Hochschule aufgenommen.
Im Anschluss an seine Hochschulzeit spielte Kurisko bei der NBA-Mannschaft New York Knicks vor, erhielt aber keinen Vertrag. Er betätigte sich als Berufsbasketballspieler zunächst in den Vereinigten Staaten. Im Sommer 1991 stand er in Diensten der Atlanta Eagles in der United States Basketball League (USBL), während der Saison 1991/92 verstärkte er in der Liga Global Basketball Association die Raleigh Bull Frogs. In der Frühlings- und Sommersaison 1992 spielte Kurisko in der USBL für die New Jersey Jammers. Im selben Jahr war er zeitweilig in der finnischen Hauptstadt Helsinki beschäftigt. Im Mai 1993 wurde er von der Mannschaft Long Island Surf (USBL) verpflichtet. Im Herbst 1993 schloss er sich den Hartford Hellcats aus der Continental Basketball Association an, stand anschließend jedoch nicht im Aufgebot für die Saison 1993/94. 1994 stand Kurisko in Diensten der Halifax Windjammers in der kanadischen Liga NBL.
Zur Saison 1995/96 wechselte er zur BG Ludwigsburg in die deutsche Basketball-Bundesliga. Mit durchschnittlich 16,6 Punkten je Begegnung war er in der Bundesliga-Hauptrunde 1995/96 bester Korbschütze der Ludwigsburger Mannschaft. Er wurde mit der Mannschaft Tabellenzwölfter, in der folgenden Qualifizierungsrunde wurde der Bundesliga-Verbleib sichergestellt. In der ersten Hälfte der Saison 1996/97 verstärkte Kurisko in Schweden die Mannschaft Uppsala Basket. Später spielte er vier Jahre lang in Saudi-Arabien. Dort wurde er zweimal als Spieler des Jahres ausgezeichnet.
Kurisko wurde in seinem Heimatland als Trainer tätig und übernahm als solcher die Betreuung der Basketballmannschaft des Rockland Community College im Bundesstaat New York.